# Paraona grisea
Paraona grisea là một loài bướm đêm thuộc phân họ Arctiinae, họ Erebidae.